# Naturalisation
Naturalisation innebär förvärv av medborgarrätt. Med naturalisation avses också, i synnerhet i historien, att erkänna ett utländskt adelskap som inhemskt. Naturalisation tillkommer oftast den som mångårigt vistats i ett land eller efter beslut av berörd myndighet.
Det vanliga i de flesta länder är att man inte kan erhålla medborgarskap förrän man vistats en tid, ett antal år i det land där man vill ansöka om medborgarskap, så kallad vistelsetid (jus domicili). Ett annat vanligt grundkrav är också att individen som söker medborgarskap måste kunna styrka sin identitet. En del länder tillåter inte dubbelt medborgarskap vilket gör att man för att beviljas medborgarskap i dessa länder först måste bli "löst" från sitt tidigare medborgarskap. De "nya" regler som uppstått under de senaste åren är att en del länder ställer krav på att sökande ska kunna visa att hon eller han är integrerad i det land vars medborgarskap hon eller han vill erhålla. De krav som ställs är huvudsakligen dessa tre
- krav på tillräckliga språkkunskaper
- krav på samhällskunskap
- en obligatorisk ceremoni

## Sverige
För Sverige gäller reglerna i lagen (2001:82) om svenskt medborgarskap och föreskrifterna som framgår av Migrationsverkets faktablad.

### Medborgarskap genom naturalisation
En utlänning kan efter ansökan beviljas svenskt medborgarskap (naturaliseras), om hon eller han har
1. styrkt sin identitet
2. fyllt arton år
3. har permanent uppehållstillstånd i Sverige
4. hemvist här i landet
  - sedan två år i fråga om dansk, finländsk, isländsk eller norsk medborgare
  - sedan fyra år i fråga om den som är statslös eller att bedöma som flykting enligt 4 kap. 1 § utlänningslagen (2005:716)
  - sedan fem år i fråga om övriga utlänningar
5. haft och kan förväntas komma att ha ett hederligt levnadssätt.[4]

Dispens från kravet på hederligt levnadssätt beviljas ogärna enligt Migrationsöverdomstolens beslut 2007-04-03.
Skulder till enskilda har medfört att sökanden inte ansetts uppfylla kravet på hederligt levnadssätt enligt Migrationsöverdomstolens beslut 2007-05-31.
Den som ansöker om svenskt medborgarskap och som har dömts till påföljd för brott har inte uppfyllt kravet på hederligt levnadssätt förrän viss karenstid förflutit enligt Migrationsöverdomstolens beslut 2007-06-25.
När den som ansöker om svenskt medborgarskap har varit verksam i eller haft bestämmande inflytande över en organisation beträffande vilken det är känt att verksamheten innefattat systematiska, omfattande och grova övergrepp som tortyr, mord och utomrättsliga avrättningar (fall I) respektive en grupp eller enhet som bedöms delta i terroristhandlingar (fall II) har kravet på hederligt levnadssätt inte uppfyllts förrän en viss karenstid förflutit. Vid beräkningen av karenstidens längd skall en helhetsbedömning av omständigheterna göras där riktmärket är en karenstid om 25 år enligt Migrationsöverdomstolens beslut 2007-06-25.
När utredning varit ofullständig har målet visats åter till Migrationsdomstolen för ny utredning enligt Migrationsöverdomstolens beslut 2008-02-26.

### Förvärvat medborgarskap
Ingår en svensk man äktenskap med en utländsk kvinna, blir ett barn till makarna, som har fötts före äktenskapet svensk medborgare om barnet är ogift och inte har fyllt arton år.
Ett barn som inte har svenskt medborgarskap förvärvar svenskt medborgarskap genom anmälan av den eller dem som har vårdnaden om barnet, om barnet har
1. permanent uppehållstillstånd i Sverige
2. hemvist här i landet sedan fem år eller, om barnet är statslöst, tre år. Anmälan skall ske innan barnet har fyllt arton år.[11]

### Medborgarskap genom anmälan
En utlänning som har fyllt arton men inte tjugo år förvärvar svenskt medborgarskap genom anmälan, om hon eller han har
1. permanent uppehållstillstånd i Sverige
2. hemvist här i landet sedan hon eller han fyllde tretton år eller, i fråga om den som är statslös, femton år.[12]

## Fotnoter
1. ↑  "naturalisera", SAOB
2. ↑  SFS 2001:82 (lagen.nu)
3. ↑  ”Ansökan om medborgarskap – naturalisation”. Faktablad om medborgarskap – naturalisation. Norrköping: Svenska migrationsverket. oktober 2008. Arkiverad från originalet den 5 februari 2009. https://web.archive.org/web/20090205222226/http://migrationsverket.se/infomaterial/medborgarskap/sokande/natur.pdf. Läst 26 november 2015.
4. ↑  SFS 2001:82#P11 (lagen.nu)
5. ↑  SFS 2007:24 (lagen.nu)
6. ↑  SFS 2007:27 (lagen.nu)
7. ↑  SFS 2007:39 (lagen.nu)
8. ↑  SFS 2007:40 (lagen.nu)
9. ↑  SFS 2008:5 (lagen.nu)
10. ↑  SFS 2001:82#P4 (lagen.nu)
11. ↑  SFS 2001:82#P7 (lagen.nu)
12. ↑  SFS 2001:82#P8 (lagen.nu)